# Как потерялся робот
«Как потерялся робот» («Little Lost Robot») — научно-фантастический рассказ Айзека Азимова, впервые опубликованный в марте 1947 года в журнале Astounding Science Fiction. Рассказ вошёл в авторские сборники: Я, Робот (I, Robot) (1950), The Complete Robot (1982) и Robot Visions (1990). Главным действующим лицом рассказа является главный робопсихолог крупнейшей компании по производству роботов U.S. Robots and Mechanical Men, Inc. Сьюзен Келвин.
Работа входит в цикл рассказов Азимова о роботах, в которых он чётко прописал Три закона роботехники, а также работу этих законов на практике. В рассказе «Как потерялся робот» поднимается вопрос о том, к каким серьёзным последствиям может привести даже небольшое отступление от Трёх законов.

## Сюжет
Законы запрещают использование роботов на Земле, их использование разрешено только на станциях планет Солнечной системы. На одной из таких станций случается чрезвычайное происшествие — потерялся один из предназначенных для научной лаборатории по разработке гиператомного двигателя роботов серии NS-10 («Нестор»), Первый закон работотехники («Робот не может причинить вред человеку или своим бездействием допустить, чтобы человеку был причинён вред») которых был модифицирован. Дабы предотвратить бегство потенциально опасного для людей робота, весь комплекс был изолирован. Пропавший робот сумел смешаться с партией «Несторов» NS-2, находившимся на борту космического корабля, транзитом доставившего на станцию другие грузы. Из соображений секретности все роботы физически неотличимы друг от друга, не имеют серийных номеров, а роботам NS-10 строго запрещено рассказывать о своей версии Законов.
Чтобы выявить Нестора-10 среди других роботов, с Земли на станцию прибывает группа специалистов U.S. Robots and Mechanical Men, Inc., в том числе главный робопсихолог компании Сьюзен Келвин. Её посвящают в тайну, и объясняют, в чем неполнота Первого Закона у Нестора-10: в нём есть только первая часть — «робот не может причинить вреда человеку», вторая часть — «или своим бездействием допустить, чтобы человеку был причинен вред» — отсутствует. Сьюзен приводит пример ситуации, в которой такой робот может совершить убийство: уронить на человека тяжесть, зная, что его (робота) сила и реакция достаточны, чтобы перехватить тяжесть обратно, такая игра не запрещается Первым Законом. Однако, когда тяжесть оказывается в свободном падении, обычный робот становится обязан её перехватить, а Нестор-10 — нет, он вполне может бездействием позволить тяжести падать далее и убить человека.
Но как отличить спец-Нестора от всех остальных Несторов?

## Переводы рассказа
На русском языке рассказ впервые вышел в 1964 году в переводе А. Иорданского, который впоследствии неоднократно переиздавался. В 1997 году был сделан перевод Г. Филатовой под тем же названием, а в 2003 году появился перевод Д. Скворцова с названием «Затерявшийся маленький робот».